# Casalnuovo Monterotaro
Casalnuovo Monterotaro är en ort och kommun i provinsen Foggia i regionen Apulien i Italien. Kommunen hade 1 507 invånare (2017).